# テッド ザ・シリーズ
『テッド ザ・シリーズ』（英語: ted）はセス・マクファーレン監督・脚本・製作、マックス・バークホルダー、マクファーレン主演による2024年のコメディドラマ。
テッドフランチャイズの3作目にあたり、2012年と2015年に公開された長編映画版「テッド」の前日譚となる。批評家からの好評により第2シーズンの制作が決定している。

## あらすじ
テッドが世界的な人気を誇っていた時代から早8年、1993年のアメリカではテッドの人気などなかったかのように忘れ去られていた。
テッドはベネット家へ戻り毎日自堕落でだらしない生活を送っているが、そんなテッドに痺れを切らした従姉妹のブレアは、テッドをジョンと一緒の高校に通わせることにする…。

## キャスト

### 主要人物
テッド
原語 - セス・マクファーレン、日本語吹替 - 神谷浩史
ジョンの親友。不敬で自由奔放な擬人化したテディベア。8歳の頃のジョンの願いにより命が宿る。
かつて世界的に有名であったが、ブームが過ぎ去りベネット家に戻りジョンとともに生活をしている。
ジョン・ベネット
演 - マックス・バークホルダー、日本語吹替 - 河西健吾
テッドの親友。高校2年生16歳の少年。ジョン・ハンコック高校に通っているが、校内カースト最下位なためクライブにいつもイジメられている。
これまでの『テッド』（2012年）『テッド2』（2015年）ではマーク・ウォルバーグが演じている。
マット・ベネット
演 - スコット・グライムス、日本語吹替 - 渡辺穣
ジョンの父親であり、超意固地。ベトナム帰還兵。戦時中の出来事で家族に言えない秘密を抱えている。
人種差別者的な節があり、ブレアにいつも怒られている。前作ではスティーブという名前でオープニングに登場し、ラルフ・ガーマンが演じている。
スーザン・ベネット
演 -　アラナ・ユーバック、日本語吹替 - 浅野まゆみ
ジョンの母親であり、多感でのんびり屋。専業主婦であるが、以前は教員を目指していたこともある。
前作ではヘレンという名前でオープニングに登場し、アレックス・ボースタインが演じている。
ブレア
演 - ジョルジア・ウィッガム、日本語吹替 - 上坂すみれ
ジョンのいとこ。機能不全家族であるため叔父、叔母にあたるベネット家に住んでいる。家賃は月200ドル。
ジョンとテッドに気を配り、家族の様に思っている。第七話で同じ大学に通うインド人女性サラと恋愛関係にあると明かす。

## 製作
2021年6月、Peacockは2012年公開の映画『テッド』の前日譚となるシリーズの製作を開始することを発表した。映画版と同じくセス・マクファーレンが監督、製作総指揮を務めテッドを再演する。映画版の前日譚という性質上、マーク・ウォルバーグ、ミラ・キュニス、アマンダ・セイフライドが再演する予定はないとも明かしている。
2022年4月、マックス・バークホルダー、スコット・グライムス、ジョルジア・ウィッガムがキャストに加わる。
2022年5月、アラナ・ユーバックがキャストに加わる。
マクファーレンは、映画版の成功を受けてユニバーサルからテッドのテレビシリーズを製作する機会を与えられ、テッドのCGIが予算の都合でチープにならないと約束されるなら引き受けることに同意したと述べた。彼は最終的に、今後の可能性とウォールバーグのスケジュールを理由に、『テッド2』の続きではなく前日譚を選んだ。また、メインキャラクターがCGIであるテレビシリーズの魅力にも言及した。
バークホルダーによると、主要キャストはそれぞれ、役作りのためにテッドの等身大レプリカを持ち歩いて3ヶ月間生活をした。
2022年8月、撮影がユニバーサル・スタジオ・ロッドで開始した。ファジー・ドア・プロダクションズで開発された特殊効果を撮影中にリアルタイムで確認することができる技術“ViewScreen”を使用して制作された。
2022年11月、撮影が終了した。

## 公開
シリーズのプレミア上映は2024年1月10日にロサンゼルスのザ・グローブにあるAMCシネマで行われた。
シリーズ全7話は2024年1月11日に配信され、初公開から3日でPeacockで最も視聴されたオリジナル作品となった。
日本では第1話が２つのエピソードに分割されて全8話構成となっており、本国と同じ2024年1月11日からU-NEXTより毎週木曜に一話ずつ字幕版のみ独占配信が開始された。日本語吹替版は同年3月7日より同じくU-NEXTより独占配信が開始された。
イギリスでも日本と同じく全8話構成となっており、2024年2月9日からSkyでの放送が開始された。

## 評価
Rotten Tomatoesでは40件のレビューで支持率は73％、平均点は6.7/10となっている。
同サイトの批評家の総意は、「愚かな老グマは、この口汚いシチュエーション・コメディで新しい芸を披露していないが、セス・マクファーレンの辛辣なコメディのファンなら、テッドの最新のおふざけで大いに盛り上がるだろう 」となっている。
デイリー・ビースト誌のニック・シェイガーは、ユーモアと政治テーマの扱いを称賛し、このシリーズは「スクリーンでの同類の番組よりもかなり多くの笑いを誘う」とも述べた。
ローリング・ストーン誌のクリス・ヴォグナーも同様に楽観的で、この番組を「ばかばかしいく子供っぽい」が、それでも笑いにあふれていると評した。
スター・トリビューン誌のニール・ジャスティンはテッドを「実際にはちょっと優しくて高貴な」と評し、そのコメディと心を称賛した。